# 817 Azerski Batalion Piechoty
817 Azerski Batalion Piechoty (niem. Aserbeidschanische Infanterie Bataillon 817, ros. 817-й азербайджанский пехотный батальон) - oddział wojskowy Wehrmachtu złożony z Azerów podczas II wojny światowej.

## Historia
Batalion został sformowany 15 stycznia 1943 r. w Jedlni. Na jego czele stanął mjr Löwe. Formalnie wchodził w skład Legionu Azerbejdżańskiego. Po dotarciu na front wschodni wiosną 1943 r., zwalczył na tyłach partyzantkę. W poł. 1944 r. wraz z wojskami niemieckimi wycofał się na ziemie polskie. Na pocz. 1945 r. działał w rejonie Warszawy w składzie 4 Armii Pancernej.